# 隆福寺街
39°55′31″N 116°24′51″E / 39.9253102°N 116.4142811°E
隆福寺街是位于中国北京市东城区西部的一条街。

## 简介
隆福寺街东起东四北大街，西到美术馆东街。因位于隆福寺前而得名。明朝称“隆福寺街”，文化大革命中一度改称“人民市场街”，后复名“隆福寺街”。
隆福寺街中北侧的隆福寺，元朝为东崇国寺。明朝景泰三年（1452年），景泰帝下诏在东崇国寺址兴建大隆福寺，作为朝廷香火院。清朝雍正九年（1730年）重修。每逢隆福寺庙会，商贩云集，游人众多。《旧京琐记》载：“逢三之土地庙，四五之白塔寺，七八之护国寺，九十之隆福寺，谓之四大庙市。”光绪二十七年（1901年），隆福寺部分建筑被大火烧毁，但庙会日益兴旺。中华人民共和国成立后，在原隆福寺庙会的空场上兴建了东四区人民市场，将一千多名摊贩组织起来，1956年成立了国营商场。吴晗题写了“东四人民市场”。后来，董必武重新题写了“东四人民市场”。1977年建成了四层大楼。1988年，在原东四人民市场基础上，兴建了隆福大厦，建筑面积47000余平方米，是当时北京市最大的百货商场。
隆福寺街过去既是商业区，也是文化街，街东部有20多家书铺。至2000年代，除隆福大厦外，其南侧还建有隆福广场，但二者均经营不善。隆福寺街两旁有不少商铺。另外，原来还有东四工人俱乐部、明星电影院、长虹电影院等娱乐场所。